# 一劍浣春秋
一劍浣春秋（1975年8月28日 - ）は、台湾AVコラムニスト。

## 経歴
台湾台北で1975年生まれ。
「AV No.1」は 一剣浣春秋によって設立されています。
「AV No.1」は 超有名な、台湾一の日本AV専門ブログですね）で、AV関係のガセネタ話を紹介。